# Halterofilia en los Juegos Olímpicos de Londres 2012 – Menos de 56 kg masculino
El evento de menos de 56 kg masculino de halterofilia en los Juegos Olímpicos de Londres 2012 tuvo lugar el 29 de julio en el Centro de Exposiciones ExCeL.

## Horario
Todos los horarios están en Tiempo Británico (UTC+1)
| Fecha               | Tiempo | Ronda   |
| ------------------- | ------ | ------- |
| 29 de julio de 2012 | 10:00  | Grupo B |
| 29 de julio de 2012 | 19:00  | Grupo A |

## Resultados
| Rank              | Atleta                  | Grupo | Peso corporal | Arrebato (kg) | Arrebato (kg) | Arrebato (kg) | Arrebato (kg) | Tirón (kg) | Tirón (kg) | Tirón (kg) | Tirón (kg) | Total |
| Rank              | Atleta                  | Grupo | Peso corporal | 1             | 2             | 3             | Resultado     | 1          | 2          | 3          | Resultado  | Total |
| ----------------- | ----------------------- | ----- | ------------- | ------------- | ------------- | ------------- | ------------- | ---------- | ---------- | ---------- | ---------- | ----- |
| Medalla de oro    | Om Yun-Chol (PRK)       | B     | 55.76         | 120           | 125           | 125           | 125           | 160        | 165        | 168        | 168        | 293   |
| Medalla de plata  | Wu Jingbiao (CHN)       | A     | 55.91         | 130           | 130           | 133           | 133           | 156        | 156        | 161        | 156        | 289   |
| Medalla de bronce | Valentin Hristov (AZE)  | A     | 55.84         | 123           | 127           | 130           | 127           | 154        | 158        | 159        | 159        | 286   |
| 4                 | Tran Le Quoc Toan (VIE) | A     | 55.84         | 125           | 125           | 125           | 125           | 155        | 159        | 162        | 159        | 284   |
| 5                 | Jadi Setiadi (INA)      | B     | 55.48         | 121           | 125           | 127           | 127           | 150        | 150        | 156        | 150        | 277   |
| 6                 | José Montes (MEX)       | A     | 55.80         | 112           | 116           | 116           | 112           | 150        | 157        | 160        | 157        | 269   |
| 7                 | Sergio Rada (COL)       | A     | 55.89         | 118           | 118           | 121           | 118           | 148        | 151        | 155        | 151        | 269   |
| 8                 | Carlos Berna (COL)      | A     | 55.55         | 115           | 115           | 118           | 118           | 150        | 153        | 153        | 150        | 268   |
| 9                 | Florin Croitoru (ROU)   | A     | 55.90         | 121           | 125           | 125           | 121           | 145        | 145        | 147        | 147        | 268   |
| 10                | Sin Chol-Bom (PRK)      | B     | 55.72         | 110           | 110           | 113           | 113           | 145        | 150        | 150        | 145        | 258   |
| 11                | Yasmani Romero (CUB)    | B     | 55.95         | 112           | 112           | 116           | 112           | 142        | 146        | 146        | 146        | 258   |
| 12                | Tom Goegebuer (BEL)     | B     | 55.88         | 111           | 115           | 117           | 115           | 132        | 137        | 138        | 132        | 247   |
| 13                | Manueli Tulo (FIJ)      | B     | 55.77         | 100           | 105           | 110           | 105           | 128        | 132        | 132        | 128        | 233   |
| 14                | Mirco Scarantino (ITA)  | B     | 55.42         | 97            | 97            | 97            | 97            | 123        | 128        | 132        | 128        | 225   |
| —                 | Sergio Álvarez (CUB)    | A     | 55.96         | 117           | 121           | 125           | 121           | 150        | 150        | 150        | —          | —     |
| —                 | Bekzat Osmonaliev (KGZ) | A     | 55.93         | 120           | 125           | 127           | 127           | 147        | 147        | 147        | —          | —     |
| —                 | Ruslan Makarov (UZB)    | A     | 55.96         | 117           | 117           | 119           | 117           | 145        | 145        | 145        | —          | —     |
| —                 | Khalil El-Maaoui (TUN)  | A     | 55.39         | 127           | 130           | 132           | 132           | —          | —          | —          | —          | —     |